# Ogoveidae
Ogovea es un género de Opiliones, único de la familia Ogoveidea. Éste comprende tres especies que se ubican en la zona ecuatorial de África Occidental.
El género Huitaca fue incluido originalmente en esta familia, pero algunos análisis morfológicos han mostrado que los géneros
Huitaca y Ogovea no son monofiléticos. Siendo en la actualidad incluido en Neogoveidae.
Ogoveidae comprende especies que miden entre 3 y 5 mm de largo, que carecen de ojos. El cuerpo de estos individuos se encuentra completamente cubierto con diferentes tipos de estructuras sensoriales. Ambos sexos presentan una estructura cuticular en las patas, coxas y la región esternal del opistosoma llamado órgano de Hansen. Los pedipalpos se presentan altamente modificados.
La especie Ogovea cameroonensis Giribert & Prieto, 2003 se encuentra en Camerún, mientras que Ogovea grossa Hansen & Sørensen, 1914 fue la especie encontrada en el río Ogooué en República del Congo. La tercera especie Ogovea nasuta Hansen, 1921 se encuentra en Bioko. 

## Ogovea
El nombre del género se refiere al río Rogué, donde la especie de este tipo fue recolectada. Aunque dicho género se denominó originalmente como Ogovia Hansen & Sørensen, 1914, posteriormente se renombró a Ogovea.